# Mäder
Mäder è un comune austriaco di 3 820 abitanti nel distretto di Feldkirch, nel Vorarlberg.